# Живојин Рафајловић
Живојин Рафајловић (1871 — 1953) био је српски официр, политичар, истакнути привредник и национални радник. Оснивач је тајног четничког комитета у Врању 1903. године.

## Биографија
Родио се у Мионици 1871. у познатој и имућној породици. Након завршене војне академије служио је као поручник у Врањском гарнизону. Илинденски устанак 1903. га је затекао у Врању где се сусреће са избеглим комитама ВМРОа. Као гранични официр био је упознат са тешким стањем Срба у Старој Србији и Македонији па још пре почетка устанка покреће формирање чета одметника који су преко границе ликвидирали муслиманске насилнике. Крајем августа заједно са Симом Златановићем, апотекаром Велимиром Карићем, и Томом Ђурђевићем судијом оснива четнички одбор у Врању са задатком да формира чете које ће бранити Србе у Старој Србији. Пошто је одбор са истим циљевима основан у Београду септембра исте године Рафајловић се повезује са њим и његов одбор постаје другостепени, извршни одбор српске четничке организације. Убрзо је преко границе пребачено неколико чета, међу осталим и чета Анђелка Алексића. Након погибије ове чете на Шупљем Камену јуна 1904. јавност се обрушила на њега и шефове београдског одбора Луку Ћеловића, Јована Атанацковића и Милорада Гођевца. Након ове афере Рафајловић је пензионисан у чину капетана и убрзо и повучен из Врања. На изборима 1906. изабран је за народног посланика као носилац Националне странке у врањском округу. Све до 1929. биран је за народног посланика управо у том округу. Године 1920. био је министар народног здравља у кабинету Миленка Веснића а 1922. министар шума и рудника у коалиционој Пашићевој влади. У периоду 1940—1941. био је бан Вардарске бановине. Умро је у Београду 1953.